# 山田雪助
山田 雪助（やまだ ゆきすけ、生没年不詳）は、明治時代の公吏。横浜区長。

## 経歴
のちの山口県に生まれる。1872年（明治5年）新川県に奉職し、1874年（明治7年）12月、退職。翌年1月、記録寮十一等出仕となり、3月に免官。1876年（明治9年）5月、神奈川県少属に任じ、1879年（明治12年）12月、横浜区長に就任した。1883年（明治16年）駅逓一等属に転じ、監察課長となった。のち大阪郵便電信局長に任じた。